# Thomas Mar Athanasios (biskup Chengannuru)
Thomas Mar Athanasios (Atanazy, ur. 3 kwietnia 1938 w Puthencave, zm. 24 sierpnia 2018) – duchowny Malankarskiego Kościoła Ortodoksyjnego, od 1985 do 2018 metropolita Chengannuru.

## Życiorys
Święcenia diakonatu przyjął 7 maja 1970, a prezbiteratu 26 maja. 15 maja 1985 otrzymał sakrę biskupią. Zmarł 24 sierpnia 2018.